# Heliogomphus svihleri
Heliogomphus svihleri är en trollsländeart som först beskrevs av Syoziro Asahina 1970.  Heliogomphus svihleri ingår i släktet Heliogomphus och familjen flodtrollsländor. IUCN kategoriserar arten globalt som otillräckligt studerad. Inga underarter finns listade i Catalogue of Life.